# Walter James
Walter Ernest Christopher James (18. januar 1896 - 17. juni 1982) var en britisk roer.
James vandt en sølvmedalje ved OL 1920 i Antwerpen, som del af den britiske otter, der desuden bestod af John Campbell, Ewart Horsfall, Sebastian Earl, Sidney Swann, Richard Lucas, Guy Oliver Nickalls, Ralph Shove og styrmand Robin Johnstone. I en tæt finale blev briterne besejret med bare 0,8 sekunder af guldvinderne fra USA, mens Norge vandt bronze.
James var studerende ved University of Oxford, og var i både 1920 og 1921 med i båden i det traditionsrige Boat Race på Themsen.

## OL-medaljer
- 1920:  Sølv i otter